# Cochlearius cochlearius
Il becco a cucchiaio (Cochlearius cochlearius) è un uccello pelecaniforme della famiglia degli Ardeidi. È l'unica specie nota del genere Cochlearius .
La differenza fra i sessi consta nella presenza di un ciuffo di colore grigio che compare nel capo degli esemplari maschili. Si nutre di vermi, insetti, molluschi e crostacei. È diffuso in Brasile, Venezuela, Messico e Colombia.